# Pewex
Pewex, сокращение от Przedsiębiorstwo Eksportu Wewnętrznego (пол. Предприятие по внутреннему экспорту) — сеть польских магазинов, занимавшаяся продажей западных товаров за твёрдую валюту (доллары США или чеки банка Pekao).

## История
В 1960-е годы плановая экономика Польской Народной Республики переживала кризис. Эдвард Герек, руководивший Польшей в 1970—1980 годах, сумел решить некоторые экономические проблемы, прибегая, в частности, к займам из-за рубежа. Он разработал программу модернизации промышленности и повышения доступности потребительских товаров, благодаря чему уровень жизни в ПНР оставался достаточно высоким некоторое время. Однако нефтяной кризис 1973 года привёл к росту цен в 1976 году, которые были необходимы для выплаты внешних долгов. Для получения необходимой твёрдой валюты в 1972 году властями была открыта сеть магазинов, владельцем которой был государственный банк Pekao. Там за иностранную твёрдую валюту можно было купить как польские, так и зарубежные товары, которые в то время были в дефиците и не были доступны широким слоям населения. Законодательством ПНР запрещалось хранение твёрдой валюты наличными, а все доллары и немецкие марки должны были храниться на долларовых банковских счетах. Вследствие этого власти ввели в обращение товарные чеки PeKaO. Они были привязаны к доллару США в отношении 1:1 и могли использоваться в качестве средства оплаты товаров в магазинах Pekao.
Позже банк создал отдельную компанию, занимавшуюся продажей подобных товаров — «Przedsiębiorstwo Eksportu Wewnętrznego», сокращённо «Pewex». Хотя буква «X» в польском алфавите отсутствовала, её использовали для привлечения посетителей и созданием атмосферы некоей экзотики. В магазинах Pewex продавались такие товары, как джинсы, Кока-кола, алкогольные напитки, некоторые конфеты и игрушки, сигареты, бытовая электроника и цветные телевизоры. Также Pewex предлагал товары, которые производились только для экспорта — водку и краковскую колбасу (для внутреннего экспорта). Магазины были популярны и среди иностранных туристов, и дипломатов — цены на западные товары здесь были порой на 40 % ниже, чем собственно на Западе, а товары не облагались налогом.
В 1980-е годы во время тяжёлых экономических условий в государственных магазинах почти ничего не предлагали, поэтому в Pewex стали продавать и основные продукты питания, и даже туалетную бумагу. К концу 1980-х годов в Pewex стали продавать автомобили и квартиры для тех, кто не хотел стоять в очереди и ждать несколько лет своего права на получение жилплощади или личной машины.
После начала перехода на рыночную экономику был отменён запрет на хранение иностранной валюты, вследствие чего товарные чеки PeKaO утратили свою актуальность.
Позже был принят закон запрещающий торговлю на валюту. И поскольку продаваемые в Pewex товары стали доступны в других магазинах, Pewex потерял свою индивидуальность. В 1996 году Pekao был объявлен банкротом.